# Bea Simóka
Bea Simóka (ur. 21 stycznia 1975 w Budapeszcie) – węgierska pięcioboistka nowoczesna, indywidualna mistrzyni świata (2002), wielokrotna medalistka mistrzostw świata i Europy drużynowo oraz w sztafecie.

## Sukcesy

### Mistrzostwa świata
| Mistrzostwa Świata | Miejsce       | Rok  | Konkurencja   | Rezultat   |
| ------------------ | ------------- | ---- | ------------- | ---------- |
| Sheffield 1994     | Sheffield     | 1994 | sztafeta      | 2. miejsce |
| Meksyk 1998        | miasto Meksyk | 1998 | drużynowo     | 3. miejsce |
| Pesaro 2000        | Pesaro        | 2000 | sztafeta      | 1. miejsce |
| San Francisco 2002 | San Francisco | 2002 | indywidualnie | 1. miejsce |
| San Francisco 2002 | San Francisco | 2002 | drużynowo     | 1. miejsce |
| San Francisco 2002 | San Francisco | 2002 | sztafeta      | 3. miejsce |
| Pesaro 2003        | Pesaro        | 2003 | sztafeta      | 1. miejsce |
| Pesaro 2003        | Pesaro        | 2003 | drużynowo     | 3. miejsce |